# وكالة مكافحة الحرائق والكوارث
وكالة مكافحة الحرائق والكوارث (消防庁 Shōbōchō) ( FDMA ) هي وكالة خارجية تابعة لوزارة الشؤون الداخلية والاتصالات في اليابان.

## خلفية
تأسست وكالة إدارة الحرائق والكوارث بموجب المادة 3 فقرة 2 من قانون تنظيم الحكومة الوطنية لعام 1948 والمادة 2 من قانون تنظيم إدارة الإطفاء لعام 1947. وتتولى الوكالة مسؤولية الإشراف على جهود مكافحة الحرائق، فضلاً عن تخطيط المشاريع، وإنفاذ القوانين، ووضع المعايير والسياسات المتعلقة بمكافحة الحرائق.
لا تتولى الوكالة مكافحة الحرائق الفعلية أو الإدارة المباشرة أو الأنشطة اليومية للإدارات البلدية الفردية، ولكنها تمتلك وتصون سيارات الإطفاء والمروحيات وغيرها من المركبات الداعمة التي تستخدمها الإدارات المختلفة على مستوى البلاد. كما يقدمون التدريب والتوجيه وغير ذلك من الدعم لكل قسم.
توجد مكاتب لإدارة الطوارئ في المحافظات في جميع أنحاء اليابان للمساعدة في التعامل مع أي كوارث طبيعية أو هجمات إرهابية وما شابه ذلك. وقد تم تصميم بعض بنيتها منذ عام 2003 على غرار وكالة إدارة الطوارئ الفيدرالية في الولايات المتحدة. تم تأسيسها لتوفير طريقة موحدة للتعامل مع أي نوع من الكوارث والتعامل معها. بلغت ميزانيتها لعام 2020 مبلغ 16,344,273,000 ين.

## تاريخ

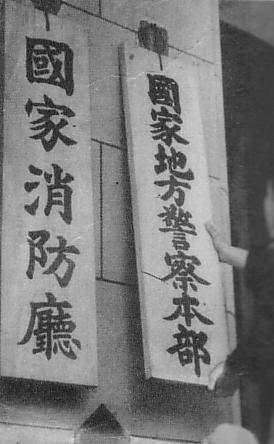
لوحة الباب (على اليسار) لوكالة إدارة الكوارث الناجمة عن الحرائق

- 15 يناير 1947 - تم تشكيل قسم ادارة الحرائق (消防課 Shōbōka؟) داخل مكتب شؤون الشرطة بوزارة الداخلية .
- 31 ديسمبر 1947 – تم حل وزارة الداخلية .
- 1 يناير 1948 - أصبح قسم الإطفاء أول قسم ضمن مكتب الشؤون الداخلية.
- 7 مارس 1948 – تم حل مكتب الشؤون الداخلية. دخول قانون تنظيم إدارة الإطفاء حيز التنفيذ. تم إنشاء وكالة مكافحة الحرائق والكوارث ضمن اللجنة الوطنية للسلامة العامة .
- 1 أغسطس 1951 - تم إنشاء موقع تدريب مكافحة الحرائق كمجموعة مساعدة وتم إنشاء قسم التعليم الإداري كمجموعة تابعة.
- 1 أغسطس 1952 - إعادة تنظيم وكالة مكافحة الحرائق والكوارث، وإنشاء اللجنة الوطنية للسلامة العامة للمقر الرئيسي لـ وكالة مكافحة الحرائق والكوارث. يتم حل قسم التعليم الإداري، وإنشاء معهد أبحاث الحرائق كجهاز مساعد في المكتب الرئيسي.
- 20 أبريل 1959 - إعادة تنظيم موقع تدريب مكافحة الحرائق، وإنشاء كلية إدارة الحرائق والكوارث.
- 1 يوليو 1960 - إعادة تنظيم الهيئات المستقلة وتأسيس وزارة الداخلية . تم فصل المكتب الوطني لمكافحة الحرائق عن اللجنة الوطنية للسلامة العامة، ليصبح وكالة خارجية تابعة لوزارة الداخلية.
- 1 يوليو 1961 - تم إنشاء منصب نائب المدير لهيئة إدارة الأسواق المالية.
- 6 يناير 2001 - كجزء من إصلاح الحكومة المركزية لعام 2001 ، أصبحت الهيئة الاتحادية لإدارة الطوارئ وكالة خارجية تابعة لوزارة الشؤون الداخلية والاتصالات .
- 1 أبريل 2001 - تم تحويل معهد أبحاث الحرائق إلى وكالة منفصلة وتمت إعادة تسميته إلى المعهد الوطني لأبحاث الحرائق والكوارث.
- 15 أغسطس 2005 - تم إنشاء إدارة الكوارث كوكالة داخلية للتعامل مع الحماية المدنية والكوارث الطبيعية.
- 1 أبريل 2006 - تم حل المعهد الوطني لبحوث الحرائق والكوارث، وتولى معهد أبحاث الحرائق مسؤولياته وتم إعادة تنظيمه كقسم داخلي ضمن كلية إدارة الحرائق والكوارث.